# M-Commerce
M-Commerce o comercio móvil (del anglicismo Mobile Commerce) toma sus bases del e-commerce, solo que llevando todas las transacciones a nivel de poder ser ejecutadas desde un teléfono móvil u otro dispositivo inalámbrico móvil. 
M-commerce se refiere a transacciones comerciales realizadas a través de una variedad de equipos móviles a través de una red inalámbrica de telecomunicaciones en un entorno inalámbrico

## Historia
El término M-commerce se originó en 1997 por Kevin Duffey en el lanzamiento del Global Mobile Commerce Forum para significar "entrega de capacidades de comercio electrónico directamente en la mano del cliente, en cualquier lugar, a través de tecnología inalámbrica" 
Considerando que “comercio” se refiere al intercambio de servicios o bienes , a través de la compra o venta de los mismos, podemos entender que el término mobile commerce, son aquellas transacciones comerciales realizadas desde un dispositivo móvil, aclarando que no son solamente  dispositivos  smartphone, sino que también incluye cualquier dispositivo que utilice redes móviles inalámbricas, todo esto implica la facilidad de accesibilidad para el cliente y vendedor, siendo el primero, aquel con la capacidad de llevar la empresa que satisface sus necesidades, en su bolsillo y a la mano, decidiendo cuando requerir de productos o servicios, sin interrumpir otras actividades, ni considerar gasto de tiempo durante trayectos al negocio.

## Usos Generales
1. Localización (GPS).
2. Comercio Electrónico.
3. Navegación Web.
4. Multimedia.
5. Entretenimiento y ocio.
6. Juegos.
7. Banca.
8. Transacciones financieras tales como débito o crédito.

## Usos para las empresas
1. Acceso a base de datos.
2. Conexión a Internet, correo electrónico.
3. Conexiones intranet.
4. Conexión a redes virtuales (VPN).
5. Conexión remota.
6. entre otros

## Retos y desventajas del Comercio móvil
- Un protocolo deseable de micropago debe admitir transacciones de alto volumen y bajo costo por artículo de los proveedores
- Interfaces de middleware: En entornos móviles hay  red cambiantes y las conexiones poco confiables
- Valoraciones: Las evaluaciones sobre tipos específicos y particulares de servicios electrónicos.

## Contexto internacional
El mercado móvil de China ha experimentado un rápido crecimiento en las últimas dos décadas, y se ha convertido en el mercado de suscriptores de teléfonos móviles más grande del mundo. Con sus 1.300 millones de habitantes, continúa presentando potencial para un mercado de alto crecimiento. Con una tasa de crecimiento anual del PIB de un promedio del 9% durante casi tres décadas, China representa un mercado de consumo con un poder adquisitivo creciente.
- Datos: Q1154408

1. ↑  S. Mohammadpour and F. Tafte, (2016). «M-commerce». The state of the art, challenges, and cloud-based solutions (en inglés). Eighth International Conference on Information and Knowledge Technology (IKT). Consultado el 2 de junio de 2020.